# Oenochroma unifasciata
Oenochroma unifasciata är en fjärilsart som beskrevs av Holloway 1979. Oenochroma unifasciata ingår i släktet Oenochroma och familjen mätare. Inga underarter finns listade i Catalogue of Life.